# Nationalpark Galápagos
Der Nationalpark Galápagos (spanisch Parque Nacional Galápagos) umfasst die im Pazifischen Ozean gelegenen zu Ecuador gehörenden Galápagos-Inseln. Das Gebiet wurde am 14. Mai 1936 unter Schutz gestellt und am 4. Juli 1959 zum ersten Nationalpark Ecuadors erklärt. Ergänzt wird der Nationalpark durch das 1998 eingerichtete Meeresschutzgebiet Reserva Marina Galápagos.

## Lage
Der Nationalpark besitzt eine Landfläche von 7995,40 Quadratkilometern. Dies entspricht 97 Prozent der Fläche der Galápagos-Inseln. Zu den Hauptinseln des Archipels gehören Isabela, Santa Cruz, Fernandina, Santiago (oder San Salvador), San Cristóbal, Floreana und Marchena. Die kleineren Inseln sind Española, Pinta, Baltra, Santa Fé, Pinzón, Genovesa, Rábida, Seymour Norte, Wolf, Tortuga, Bartolomé, Darwin, Daphne Mayor und Plaza Sur. Außerdem gehören noch kleinere Eilande und Meeresfelsen zum Nationalpark. Die höchste Erhebung im Nationalpark befindet sich auf der Insel Wolf mit 707 Metern über dem Meeresspiegel.

## Ökologie
Von den 560 ursprünglich auf der Inselgruppe vorkommenden Pflanzenarten sind 180 endemisch. Durch die Besiedelung der Inseln wurden 700 weitere Pflanzenarten eingeschleppt. Die Tierwelt, insbesondere die Vogelarten auf den Inseln, entwickelten sich während einer vier Millionen Jahre dauernden Isolation.